# United States Naval Observatory

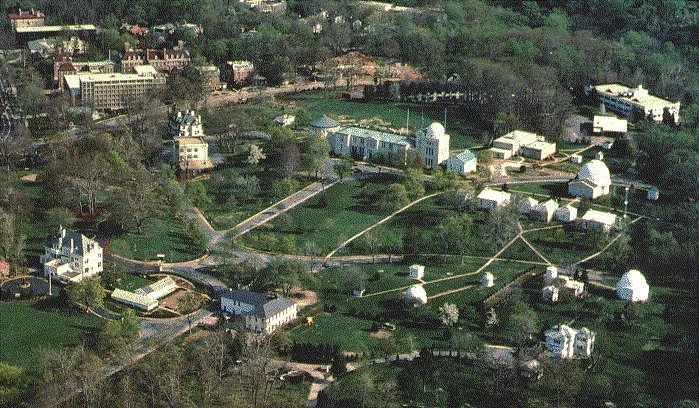
Luftansicht des USNO

Das United States Naval Observatory (USNO) ist ein Forschungsinstitut der US-Marine. Es befindet sich im nordwestlichen Teil von Washington, D.C.

## Geschichte
Das Institut wurde am 6. Dezember 1830 als Marine-Observatorium gegründet. Die Sternwarte erreichte unter Simon Newcomb Weltruhm, als dieser durch hochpräzise astrometrische Beobachtungen im Stern- und Planetensystem das astronomische Fundamentalsystem auf genauere Grundlagen stellte.
Um 1870 erhielt das Observatorium eines der ersten einer weltweiten Reihe von Riesenteleskopen, mit denen die Sternörter und astronomischen Fundamentalgrößen auch andernorts wesentlich verbessert wurden. Das USNO-Teleskop hatte eine Öffnung von 26 Zoll (etwa 65 cm) und war mit einer Brennweite über 10 m das damals größte Linsenfernrohr der Welt. Mit der Eröffnung der neuen Universitätssternwarte Wien ging dieser Rang für einige Jahre an dessen 27-Zoll-Refraktor über.
Das Institut übernahm bald auch international wichtige Aufgaben, z. B. im Ephemeriden- und Zeitdienst, bei der Weltlängenbestimmung 1933 und in Grundfragen der Navigation. Heute ist das USNO eine der Zentralstellen des Internationalen Dienstes für Erdrotation und Referenzsysteme (IERS).

## Flagstaff Station
Seit 1955 betreibt das USNO außerdem ein Observatorium in einer Außenstation in der Nähe von Flagstaff im Bundesstaat Arizona (35° 11′ 3″ N, 111° 44′ 25″ W). Wegen der besseren Sichtbedingungen wird hier eine Reihe größerer und moderner Spiegelteleskope betrieben:
- 61-inch- bzw. 1,55-m-Kaj-Strand-Teleskop[2]
- 1,3-m-(51-inch)-Reflektor
- 1,0 m-(40-inch)-Ritchey-Chrétien-Teleskop (das erste ?)

Darüber hinaus wurde zusammen mit dem Lowell Observatory im nahegelegenen Anderson Mesa ein optisches Interferometer, das
- Navy Prototype Optical Interferometer (NPOI),

errichtet. Es besteht aus drei Armen von je 250 m Länge, in denen über Vakuumtunnel das Licht von 6 Siderostaten mit einem Durchmesser von je 50 cm eingekoppelt und interferometrisch zu einem Bild extrem hoher Auflösung kombiniert werden kann.

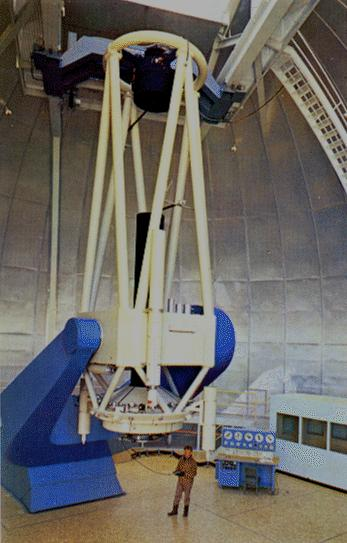
Kaj Strand-Telescope
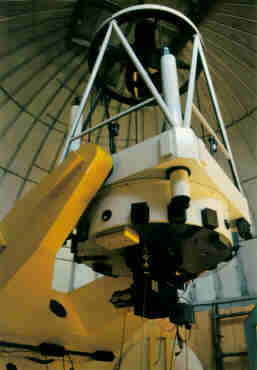
1,3 m Teleskop
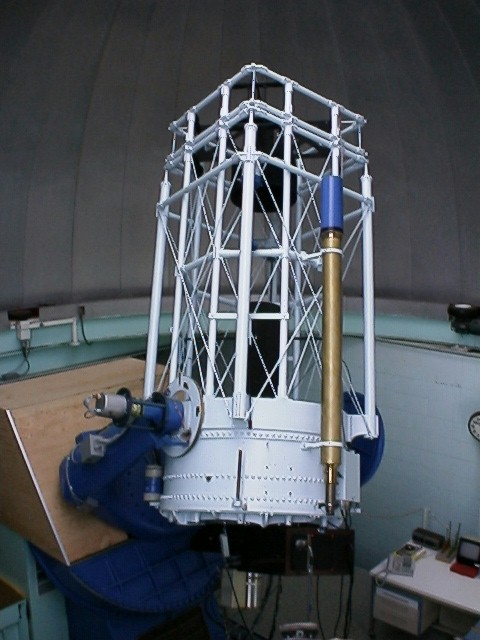
1,0 m Teleskop
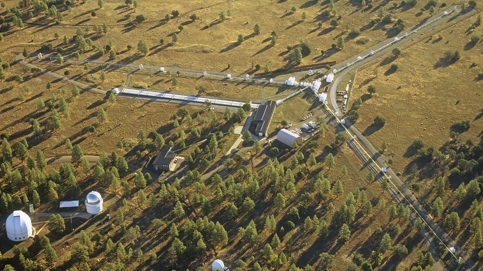
Navy Prototype Optical Interferometer in Anderson Mesa

## Zeitzeichen
Das Observatorium verbreitet einen hochgenauen Zeitdienst für militärische Nutzer. Unter der Telefonansage +1 (202) 762-1401 wird dieses Zeitzeichen auch zivilen Benutzern kostenlos zur Verfügung gestellt.

## Wohnsitz des Vizepräsidenten
Seit 1974 ist Number One Observatory Circle, ein Gebäude auf dem Gelände des Naval Observatory, offizieller Wohnsitz des Vizepräsidenten der Vereinigten Staaten. Tatsächlich eingezogen ist aber erst 1977 Walter Mondale als erster Bewohner. Seitdem haben es alle Vizepräsidenten genutzt.

## Jahr-2000-Problem
Das Jahr-2000-Problem ist beim Jahreswechsel in das neue Jahrtausend aufgetreten. Davon war auch die USNO-Atomuhr betroffen. Es handelte sich dabei im Wesentlichen um die Behandlung von Jahreszahlen als zweistellige Angabe innerhalb von Computersystemen, was dazu führte, dass auf der offiziellen Webseite das Jahr 1900 angegeben wurde.